# DSN 2
O DSN 2, também conhecido como Kirameki 2, é um satélite de comunicação geoestacionário japonês que foi construído pela NEC Corporation em parceria com a Mitsubishi Electric (MELCO). Ele é operado pela DSN Corporation, uma subsidiária do SKY Perfect JSAT Group, para o Ministério da Defesa do Japão. O satélite foi baseado na plataforma DS-2000 e tem uma vida útil estimada de 15 anos.

## Lançamento
O satélite foi lançado com sucesso ao espaço em 24 de janeiro de 2017, às 07:44 UTC, por meio de um veículo H-2A-20x a partir do Centro Espacial de Tanegashima, no Japão.

## Características
O DSN 2 leva a bordo uma carga útil de banda X pura fornecer comunicações militares seguras para os militares japoneses. Ele é o primeiro satélite dedicado a comunicações militares do Japão.